# Don’t Cry for Me Argentina
«Don’t Cry for Me Argentina» — песня, написанная Эндрю Ллойдом Уэббером и Тимом Райсом.

## История
«Don’t Cry for Me Argentina» — самая известная песня из мюзикла Эндрю Ллойда Уэббера и Тима Райса «Эвита» (1978). Это мюзикл про известную аргентинскую политическую деятельницу Эву Перон, вторую жену президента Аргентины Хуана Перона. Песня звучит вскоре после начала второго акта в сцене, когда Ева Перон выступает перед народом с балкона Касы-Росады.

## Версия Джули Ковингтон
Первым исполнителем, записавшим и выпустившим эту песню, стала в 1976 году Джули Ковингтон. Тогда мюзикл «Эвита» в нынешнем виде ещё не существовал, а Уэббером и Райсом был задуман и выпущен концептуальный музыкальный альбом с рок-оперой «Эвита». Для исполнения главной роли Эвиты отобрали Джули Ковингтон, которая была тогда известна по телесериалу Rock Follies.
Песня также вышла отдельным синглом с этого альбома. В Великобритании сингл поднялся на 1 место и продался в 980 тысячах экземплярах, поставив рекорд по продаже песни в исполнении женщины-вокалистки в этой стране.
Надо сказать, что певица отказалась от записи рекламы этой песни на телевидении, и даже не выступила с ней на телепередаче Top of the Pops. Тим Райс потом вспоминал: «Когда сингл стал показывать знаки превращения в хит, проект ей стал всё менее и менее интересен. Она начала от него отстраняться, и у неё появились мысли, что там был фашистский сюжет, что мы эксплуатировали работников. Я немного преувеличиваю, но она определённо не одобрила успех [песни] „Don’t Cry for Me Argentina“.»
Позже Ковингтон предложили снова исполнить эту роль уже в театральном мюзикле, но она отказалась, посчитав, что в этом случае её оригинальная запись 1976 года будет восприниматься слабее. Вместо неё роль получила Элейн Пейдж. Премьера мюзикла состоялась 21 июня 1978 года. На следующий год мюзикл переехал на Бродвей, в бродвейской постановке в главной роли была теперь уже Патти Люпон.

### Список композиций
- 7" single[2]

1. «Don’t Cry for Me Argentina» — 5:24
2. «Rainbow High» — 2:31

- 7" Double hit single[3]

1. «Don’t Cry for Me Argentina» — 5:23
2. «I Don't Know How to Love Him» (в исполнении Ивонн Эллиман) — 3:55

- 7" Old Gold single[4]

1. «Don’t Cry for Me Argentina» — 5:24
2. «Another Suitcase in Another Hall» (в исполнении Барбары Диксон[англ.]) — 3:00

### Чарты и сертификации
| Чарт (1977)                        | Высшая позиция |
| ---------------------------------- | -------------- |
| (Kent Music Report)                | 1              |
| Австрия (Ö3 Austria Top 40)        | 14             |
| Бельгия/Фландрия (Ultratop 50)     | 1              |
| Германия (GfK)                     | 4              |
| Ирландия (IRMA)                    | 1              |
| Нидерланды (Dutch Top 40)          | 1              |
| Нидерланды (Single Top 100)        | 1              |
| Новая Зеландия (Recorded Music NZ) | 1              |
| Норвегия (VG-lista)                | 10             |
| Швеция (Sverigetopplistan)         | 2              |
| Швейцария (Schweizer Hitparade)    | 3              |
| Великобритания (OCC UK Singles)    | 1              |

| Чарт (1977)                          | Позиция |
| ------------------------------------ | ------- |
| Australia (Kent Music Report)        | 1       |
| Belgium (Ultratop 50 Flanders)       | 13      |
| Netherlands (Single Top 100)         | 21      |
| New Zealand (Recorded Music NZ)      | 4       |
| Switzerland (Schweizer Hitparade)    | 4       |
| UK Singles (Official Charts Company) | 3       |

| Регион                                                      | Сертификация | Продажи   |
| ----------------------------------------------------------- | ------------ | --------- |
| Австралия (ARIA)                                            | Золотой      | 50 000^   |
| Нидерланды                                                  | —            | 100,000   |
| Великобритания (BPI)                                        | Золотой      | 1,010,000 |
| Итого                                                       |              |           |
| Мир                                                         | —            | 1,700,000 |
| ^ Данные о тиражах приведены только на основе сертификации. |              |           |

## Версия Мадонны
В 1996 году на экраны вышла киноверсия мюзикла «Эвита» с Мадонной в главной роли. В декабре 1996 года запись песни «Don’t Cry for Me Argentina» из этого фильма (и альбома-саундтрека к нему) в исполнении Мадонны была издана отдельным синглом. В нескольких странах песня тогда побывала на 1 месте чартов. В частности, во Франции «Don’t Cry for Me Argentina» стала для Мадонны только вторым номером 1 в её карьере.

### Список композиций
- UK CD single[26]

1. «Don’t Cry for Me Argentina» (в исполнении Мадонны) — 5:31
2. «Santa Evita» (в исполнении Orchestra/John Mauceri) — 2:30
3. «Latin Chant» (в исполнении Orchestra/John Mauceri) — 2:11

- UK «The Dance Mixes» CD single / AU CD single / DE 12" single[27][28][29]

1. «Don’t Cry for Me Argentina» (Miami Mix Edit) — 4:31
2. «Don’t Cry for Me Argentina» (Miami Spanglish Mix Edit) — 4:29
3. «Don’t Cry for Me Argentina» (Miami Mix) — 6:51
4. «Don’t Cry for Me Argentina» (album version) — 5:31

- US 12" / CD Maxi-single (1997)[30][31]

1. «Don’t Cry for Me Argentina» (Miami Mix Alternative Ending) — 7:59
2. «Don’t Cry for Me Argentina» (Miami Spanglish Mix) — 6:57
3. «Don’t Cry for Me Argentina» (Miami Mix Edit) — 4:29
4. «Don’t Cry for Me Argentina» (Miami Dub Mix) — 6:23
5. «Don’t Cry for Me Argentina» (Miami Mix Instrumental Version) — 6:55
6. «Don’t Cry for Me Argentina» (Miami Spanglish Mix Edit) — 4:28

### Чарты и сертификации
| Чарт (1997)                         | Высшая позиция |
| ----------------------------------- | -------------- |
| Австралия (ARIA)                    | 9              |
| Австрия (Ö3 Austria Top 40)         | 3              |
| Бельгия/Фландрия (Ultratop 50)      | 5              |
| Бельгия/Валлония (Ultratop 50)      | 2              |
| Дания (IFPI Denmark)                | 6              |
| Eurochart Hot 100 (Music & Media)   | 1              |
| Финляндия (Suomen virallinen lista) | 8              |
| Франция (SNEP)                      | 1              |
| Германия (GfK)                      | 3              |
| Ирландия (IRMA)                     | 9              |
| Италия (FIMI)                       | 2              |
| Нидерланды (Dutch Top 40)           | 3              |
| Нидерланды (Single Top 100)         | 4              |
| Новая Зеландия (Recorded Music NZ)  | 6              |
| Норвегия (VG-lista)                 | 9              |
| Шотландия (OCC Scotland)            | 3              |
| Испания (PROMUSICAE)                | 1              |
| Швеция (Sverigetopplistan)          | 9              |
| Швейцария (Schweizer Hitparade)     | 4              |
| Великобритания (OCC UK Singles)     | 3              |
| США (Billboard Hot 100)             | 8              |
| США (Billboard Adult Contemporary)  | 21             |
| США (Billboard Adult Pop Airplay)   | 14             |
| США (Billboard Dance Club Songs)    | 1              |
| США (Billboard Pop Airplay)         | 7              |
| США (Billboard Rhythmic)            | 11             |

| Чарт (1997)                          | Позиция |
| ------------------------------------ | ------- |
| Австралия (ARIA)                     | 56      |
| Бельгия (Ultratop 50 Flanders)       | 36      |
| Бельгия (Ultratop 50 Wallonia)       | 18      |
| Франция (SNEP)                       | 14      |
| Германия (Official German Charts)    | 22      |
| Италия (FIMI)                        | 21      |
| Нидерланды (Dutch Top 40)            | 46      |
| Нидерланды (Single Top 100)          | 80      |
| Швеция (Sverigetopplistan)           | 54      |
| Швейцария (Schweizer Hitparade)      | 22      |
| США Billboard Hot 100                | 87      |
| США Hot Dance Club Songs (Billboard) | 10      |

| Регион | Сертификация | Продажи  |
| --- | ------------ | -------- |
| Австралия (ARIA) | Золотой      | 35 000^  |
| Бельгия (BEA) | Платиновый   | 50 000*  |
| Франция (SNEP) | Золотой      | 250 000* |
| Германия (BVMI) | Золотой      | 250 000^ |
| Швейцария (IFPI Switzerland) | Золотой      | 25 000^  |
| Великобритания (BPI) | Золотой      | 400 000  |
| * Данные о продажах приведены только на основе сертификации. · ^ Данные о тиражах приведены только на основе сертификации. · Данные о продажах + прослушиваниях приведены только на основе сертификации. |              |          |